# 무쓰아이촌 (야마나시현)
무쓰아이촌(睦合村)은 야마나시현 미나미코마군에 있던 촌이다. 현재의 난부정 북서부에 해당한다.

## 역사
- 1874년 1월 - 고마군 6개 촌이 합병해 무쓰아이촌이 성립하였다.
- 1878년 7월 22일 - 군구정촌편직법에 의해 무쓰아이촌은 미나미코마군에 소속되었다.
- 1889년 7월 1일 - 정촌제 시행에 의해 무쓰아이촌이 단독으로 지자체를 형성하였다.
- 1955년 4월 1일 - 미나미코마군 사카에촌과 합병해, 난부정이 성립하여, 동일 무쓰아이촌은 페지되었다.

## 교통

### 도로
- 국도 제52호선

## 참고문헌
- 角川日本地名大辞典 19 山梨県